# Bachinagudd, Badami
Bachinagudd là một làng thuộc tehsil Badami, huyện Bagalkot, bang Karnataka, Ấn Độ.